# Sidenglänsande fältmätare
Sidenglänsande fältmätare (Entephria punctipes) är en fjärilsart som beskrevs av Curtis 1835. Sidenglänsande fältmätare ingår i släktet Entephria och familjen mätare. Enligt den finländska rödlistan är arten nära hotad i Finland. Arten är reproducerande i Sverige. Artens livsmiljö är kalfjäll. Inga underarter finns listade i Catalogue of Life.

## Bildgalleri

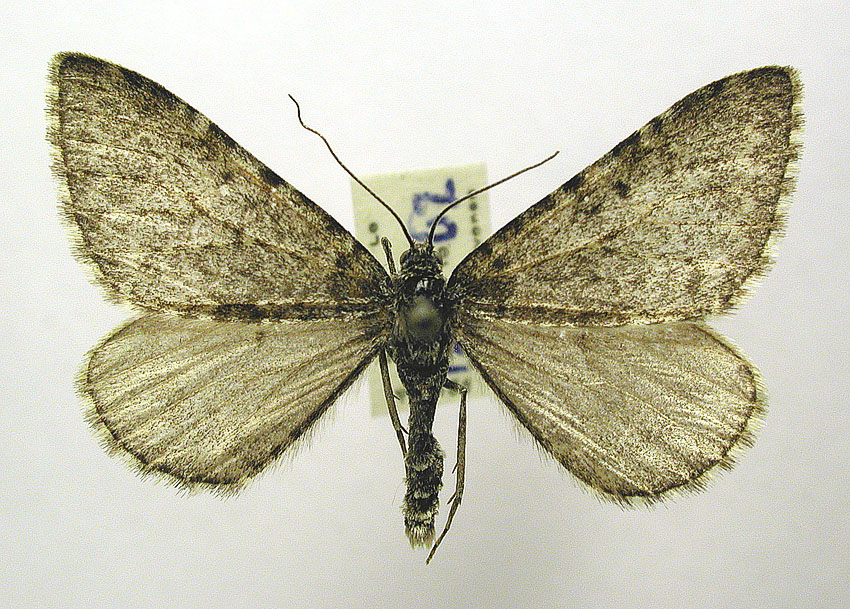